# Авари
Авари (панонски или карпатски Авари, Обри), туркијски су народ, који је владао Панонском низијом између 6. и 9. века.

## Историја
Првобитни Авари били су коњички народ туркијског и хунског порекла из средње Азије. Водили су номадски начин живота и притом се бавили сточарством. У 6. веку (566. године) се један део Авара насељава у источној Европи, где оснива Аварски каганат на простору Панонске низије. Панонски Авари били су само део аварског народа, чија је главнина живела у Хазарији на Кавказу, где су се помешали са кавкаским староседеоцима. Када су алтајски Туркијци срушили премоћ аварског племенског савеза, који се простирао на широком простору Азије, аварска племена су кренула према западу и доспела у пространо залеђе Црног мора. У даљем кретању Авари су стигли у Панонску низију, где су у савезу са Лангобардима, а уз прећутан пристанак Византије, 567. године уништили државу Гепида. Авари су постали господари простране Панонске низије. Авари су образовали моћан племенски савез, у који је, осим разбијених Гепида и Прабугара, ушао и део Словена, а на његовом челу био је поглавар — каган. Авари су 582. године заузели Сирмијум (Сремска Митровица), а 584. године Сингидунум (Београд), Виминацијум и Августу. Авари су само пљачкали Балкан, нису планирали да остану ту заувек. Јужни и западни Словени су се из Панонске Низије повлачили на територију Самовог Царства где им је Цар Само помагао да се бране од Авара. Покушај Византије да спречи даља аварска освајања испољио се десетогодишњим ратом (од 592. до 602. године), који је завршен поразом Византије. После тог догађаја када су попустиле границе Византије на Дунаву долази до праве инвазије Словена на Балканско полуострво.
Аварску државу у Панонској низији су крајем 8. века уништили Франци у време владања Карла Великог (768—814).